# Quatuor Curtis
Le Quatuor Curtis (Curtis String Quartet en anglais) est un quatuor à cordes américain fondé en 1927 et dissous en 1981.

## Historique
Le Quatuor Curtis est un quatuor à cordes fondé à Philadelphie en 1927 qui adopte son nom définitif de Curtis String Quartet en 1932. Il est constitué à l'origine de Jascha Brodsky (en), premier violon durant un demi-siècle, Benjamin Sharlip au second violon (puis Charles Jaff lorsque Sharlip intègre l'Orchestre de Philadelphie), Max Aronoff à l'alto et Orlando Cole (en) au violoncelle, tous diplômés du Curtis Institute of Music.
En 1935, l'ensemble est le premier quatuor américain à se produire en Europe et enregistre pour RCA Victor Dover Beach de Samuel Barber, avec le compositeur assurant la partie vocale. La formation réalise plusieurs tournées internationales avant de limiter ses activités au territoire américain en raison de la Seconde Guerre mondiale.
En 1943, le quatuor Curtis fonde la New School of Music (en) de Philadelphie dans le but d'enseigner les métiers de musicien chambriste et musicien d'orchestre plutôt que de soliste.
Pendant la guerre, Louis Berman remplace Jaff au second violon, ce dernier rejoignant l'Orchestre de Philadelphie. Avec cet effectif, le quatuor enregistre de nombreux disques au début des années 1950. Plusieurs violonistes succèdent ensuite à Berman : Enrique Serratos, Mehli Mehta (en), Geoffrey Michaels (en) puis Yumi Ninomiya.
En 1981, à la mort de l'altiste Max Aronoff, le quatuor Curtis met un terme à sa carrière, riche de plus de cinq mille concerts.

## Discographie
Le Quatuor Curtis a réalisé de nombreux enregistrements, notamment au début des années 1950 pour le label Westminster, des gravures rééditées pour la plupart en CD par Forgotten Records.  
Leur legs discographique comprend des quatuors de Johannes Brahms (Opus 51 no 2 et Opus 67), Ernő Dohnányi (Opus 15), Felix Mendelssohn (Opus 12 et Opus 44 no 1), Robert Schumann (Opus 41 no 1 et no 3), Antonín Dvořák (Opus 96), Bedřich Smetana (no 1), ainsi que les quintettes avec piano de Dohnányi et de César Franck aux côtés de Vladimir Sokoloff (en).  